# Tomasz Marczyński
Tomasz Marczyński, né le 6 mars 1984 à Cracovie, est un coureur cycliste polonais. Professionnel de 2006 à 2021, il a notamment remporté deux étapes du Tour d'Espagne 2017 et quatre titres de champion de Pologne.

## Biographie
Tomasz Marczyński se fait remarquer en 2004 en remportant Firenze-Modena, une course du calendrier amateur italien, devant des coureurs comme Andriy Grivko ou Riccardo Riccò.
Il devient coureur professionnel en 2006 dans l'équipe italienne Ceramica Flaminia et termine vice-champion de Pologne sur route, dix secondes derrière Mariusz Witecki. En 2007, il remporte à 23 ans le championnat de Pologne sur route et se classe troisième du Grand Prix du canton d'Argovie. L'année suivante, il gagne la quatrième étape du Tour des Asturies et se classe deuxième de la Clásica de Alcobendas. En août 2008, il participe aux Jeux olympiques de Pékin, terminant 84e de la course en ligne.
En 2009, il rejoint l'équipe Miche et se classe notamment huitième du Brixia Tour et deuxième d'une étape sur la Route du Sud et le Tour du Gévaudan Languedoc-Roussillon. En 2010 et 2011, il est membre de l'équipe polonaise CCC Polsat Polkowice. En 2010, il gagne une étape du Szlakiem Grodów Piastowskich et le Tour de Séoul. L'année suivante, il est double champion de Pologne sur le contre-la-montre et la course en ligne et remporte le Tour of Malopolska.
En 2012, il est recruté par l'équipe World Tour néerlandaise Vacansoleil-DCM et réalise l'une des meilleures saisons de sa carrière. Il remporte le classement de la montagne du Tour de Murcie et du Tour de Pologne, termine troisième du Tour de Cologne, huitième du Tour de Pékin. Il dispute également ses premiers grands tours. Lors du Tour d'Italie, il est à l'attaque avec trois autres coureurs lors de la 8e étape, mais est repris après 198 kilomètres d'échappée. Il abandonne la course quatre jours plus tard en raison d'une côte cassée après une chute. Lors du Tour d'Espagne, il se classe quatrième de la 9e étape et termine 13e du classement général final. Il s'agit de son meilleur classement sur un grand tour et du meilleur classement pour un Polonais sur la Vuelta (en 2006, Sylwester Szmyd avait terminé 14e). Sa saison 2013 est plus décevante, il abandonne la plupart des courses, mais termine quand même meilleur grimpeur du Tour de Pologne pour la deuxième année consécutive.
Après deux saisons chez Vacansoleil, l'équipe disparaît et il fait son retour en 2014 dans l'équipe polonaise CCC Polsat Polkowice. Sans performances notables, il n'est pas conservé à l'issue de la saison et il rejoint alors Torku Şekerspor en 2015, une équipe de troisième division. Lors de cette saison, il retrouve le chemin de la victoire en gagnant trois étapes et le général du Tour du Maroc. Après une huitième place sur le Tour de Turquie, il gagne une étape et le général du Tour de la mer Noire disputé également en Turquie. En juin, il est à nouveau champion de Pologne sur route en s'imposant au sprint devant Michal Golas et Paweł Bernas. Fin septembre, il est 39e des mondiaux de Richmond.
En 2016, grâce à ses bonnes performances, il fait son retour au haut-niveau en rejoignant l'équipe World Tour Lotto-Soudal. Il occupe principalement un rôle d'équipier et se classe treizième du Tour de Norvège. Au mois d'octobre 2016, il prolonge d'un an le contrat qui le lie à la formation belge Lotto-Soudal.
Lors de la première partie de la saison 2017, il est notamment 24e de l'Amstel Gold Race et 47e du Tour d'Italie. Mais, c'est lors du Tour d'Espagne qu'il se révèle auprès du grand public. Lors de la 6e étape, il figure dans l'échappée matinale qui se joue la victoire. Parmi les rescapés, Marczyński s'impose dans un sprint à trois devant son compatriote Pawel Poljanski et Enric Mas. Une semaine plus tard, il gagne à nouveau lors de la 12e étape à Antequera Los Dólmenes. Habitant à Grenade, il bénéficie de la connaissance des routes et parvient à distancer ses compagnons d'échappée dans les quatre derniers kilomètres pour remporter l'étape en solitaire. En 2018, il participe pour la première fois au Tour de France et se classe 103e.
Dans un premier temps, il n'apparaît pas dans l'effectif annoncé par Lotto-Soudal pour la saison 2021. Finalement, le 19 octobre, son équipe annonce la prolongation de son contrat et celui de Tosh Van der Sande pour une saison. En avril 2021, il participe à Liège-Bastogne-Liège, où il est membre de l'échappée du jour. Il est non-partant lors de la neuvième étape du Tour d'Italie en raison de la présence de symptômes évoquant le SARS-CoV-2. Il arrête sa carrière en fin d'année.

## Autres activités
Depuis 2014, il développe Razowear, une marque de vêtements cyclistes installée en Pologne.

## Palmarès et classements mondiaux

### Palmarès
| - 2003 - 2e de Pologne-Ukraine - 2004 - Florence-Modène - 3e du Mémorial Sabin Foruria - 2005 - 2e de la Coppa Penna - 2006 - 2e du championnat de Pologne sur route - 2007 - Champion de Pologne sur route - 3e du Grand Prix du canton d'Argovie - 2008 - 4e étape du Tour des Asturies - 2e de la Clásica de Alcobendas - 2010 - 2e étape du Szlakiem Grodów Piastowskich - Tour de Séoul : - Classement général - 1re étape - 2e de la Coupe des Carpates - 3e du Szlakiem Grodów Piastowskich | - 2011 - Champion de Pologne sur route - Champion de Pologne du contre-la-montre - Classement général du Tour of Malopolska - 3e du Memorial Henryka Lasaka - 2012 - 3e du Tour de Cologne - 8e du Tour de Pékin - 2015 - Champion de Pologne sur route - Champion de Pologne de la montagne - Tour du Maroc : - Classement général - 1re, 4e et 7e étapes - Tour de la mer Noire : - Classement général - 1re étape - 2017 - 6e et 12e étapes du Tour d'Espagne |  |

### Résultats sur les grands tours

#### Tour de France
1 participation
- 2018 : 103e

#### Tour d'Italie
3 participations
- 2012 : hors-délais (12e étape)
- 2017 : 47e
- 2021 : non-partant (9e étape)

#### Tour d'Espagne
5 participations
- 2012 : 13e
- 2013 : non-partant (15e étape)
- 2017 : 55e, vainqueur des 6e et 12e étapes
- 2019 : 74e
- 2020 : 108e

### Classements mondiaux
| Année                                 | 2009 | 2010 | 2011 | 2012 | 2013 | 2014 | 2015 | 2016  | 2017 | 2018  | 2019  | 2020 |
| ------------------------------------- | ---- | ---- | ---- | ---- | ---- | ---- | ---- | ----- | ---- | ----- | ----- | ---- |
| UCI World Tour                        |      |      |      | 87e  | nc   |      |      | nc    | 111e | 405e  |       |      |
| Classement mondial                    |      |      |      |      |      |      |      | 1383e | 264e | 2332e | 1279e | 722e |
| UCI Europe Tour                       | 581e | 160e | 67e  |      |      | 592e | 122e | 1023e | nc   | 1800e | 885e  | 578e |
| UCI Asia Tour                         | nc   | nc   | 36e  |      |      | nc   | nc   | nc    | nc   | nc    |       |      |
| UCI Africa Tour                       | nc   | nc   | nc   |      |      | nc   | 23e  | nc    | nc   | nc    |       |      |
|                                       |      |      |      |      |      |      |      |       |      |       |       |      |
| Légende : nc = non classéSource : UCI |      |      |      |      |      |      |      |       |      |       |       |      |